# Curt Fraser
Curtis Martin Fraser (né le 12 janvier 1958 à Cincinnati dans l'Ohio aux États-Unis) est un joueur et entraîneur américano-canadien de hockey sur glace

## Carrière de joueur
Curtis Fraser fut durant sa carrière dans la Ligue nationale de hockey un des joueurs à caractère offensif les plus sous-estimés. Il était considéré comme un batailleur mais peu de gens se souviennent qu'il a tout de même connu cinq saisons de 25 buts.
Bien que né aux États-Unis, il joua son hockey junior dans l'ouest canadien, d'abord avec les Buckaroos de Kelowna, équipe de la Ligue de hockey de la Colombie-Britannique en 1973-74, puis il monta la saison suivante dans la Ligue de hockey de l'Ouest, s'alignant avec les Cougars de Victoria où il atteignît à deux reprises la marque des 40 buts et cumula plus de 600 minutes de pénalités. Durant sa dernière année junior, en 1978, il participa au championnat du monde junior avec l'équipe Canada et ils y remportèrent d'ailleurs la médaille de bronze. Cet été là, il avait deux fois plus de raisons de célébrer car les Canucks de Vancouver firent de lui leur deuxième choix au repêchage amateur de la LNH, le 22e choix au total de la cuvée 1978.
L'ailier gauche au nez d'acier inscrivit 35 points lors de sa saison recrue en 1978-1979. L'année suivante il démontra beaucoup plus d'assurance au jeu, inscrivant d'ailleurs 42 points et voyant sa fiche plus/moins augmenter de 14. Lors des deux saisons qui suivirent, il eut comme partenaires de lignes Stan Smyl et Thomas Gradin, ayant une fiche combinée de 53 buts. En 1982, il marqua 10 points en 17 rencontres et aida les Canucks à atteindre la finale de la Coupe Stanley pour la première fois de leur histoire.
Après un lent départ en 1982-1983, il fut échangé aux Black Hawks de Chicago en retour de Tony Tanti. Avec les Hawks, il tint le rôle de policier et protégea avec brio ses coéquipiers. Avec eux, il accéda aux demi-finale en 1983 et en 1985. De 1984 à 1987, il connut trois saisons consécutives de plus de 20 buts et joua en 1987 pour l'équipe des États-Unis à la Coupe Canada. Au mois de janvier 1988, il passa aux mains des North Stars du Minnesota en retour de Dirk Graham. Il y évolua jusqu'à la fin de sa carrière, une fin qu'il annonça après 8 matchs joués dans la saison 1989-1990. Il aura joué au-delà de 700 parties et accumulé plus de 1 000 minutes de punitions.

### Carrière d'entraîneur
Après avoir accroché ces patins, il est immédiatement devenu entraîneur : en 1989, il débuta comme assistant avec les Admirals de Milwaukee de la défunte Ligue internationale de hockey et il en prit pleinement les commandes en 1992, place qu'il gardera durant deux saisons. En 1995 il se retrouva à la barre des Solar Bears d'Orlando encore une fois de la LIH qu'il conduira jusqu'à la finale de la Coupe Turner. Il passera quatre saisons avec eux.
C'est en 1999 qu'il est approché pour diriger un club de la Ligue nationale de hockey, l'équipe d'expansion des Thrashers d'Atlanta se cherchant un entraîneur, Fraser passa à l'histoire en étant le premier à combler ce poste, cependant les piètres performances de l'équipe lui coutèrent son emploi lors de la saison 2002-2003.
Après ce poste d'entraîneur, il occupe le poste d'entraîneur adjoint en 2003-2004 pour les Islanders de New York et en 2005-2006 pour les Blues de Saint-Louis.
Le 23 juillet 2008, il est nommé entraîneur-chef de la franchise des Griffins de Grand Rapids de la Ligue américaine de hockey.

## Statistiques
| Saison     | Équipe                   | Ligue        |     | Saison régulière | Saison régulière | Saison régulière | Saison régulière | Saison régulière | Saison régulière |    | Séries éliminatoires | Séries éliminatoires | Séries éliminatoires | Séries éliminatoires | Séries éliminatoires | Séries éliminatoires |
| Saison     | Équipe                   | Ligue        | PJ  | B                | A                | Pts              | Pun              | +/-              | PJ               | B  | A                    | Pts                  | Pun                  | +/-                  |                      |                      |
| 1972-1973  | Buckaroos de Kelowna     | BCHL         | 52  | 32               | 32               | 64               | 85               | -                | -                | -  | -                    | -                    | -                    | -                    |                      |                      |
| 1974-1975  | Cougars de Victoria      | LHOu         | 68  | 17               | 32               | 49               | 105              | -                | 12               | 2  | 3                    | 5                    | 22                   | -                    |                      |                      |
| 1975-1976  | Cougars de Victoria      | LHOu         | 71  | 43               | 64               | 107              | 167              | -                | 18               | 3  | 8                    | 11                   | 38                   | -                    |                      |                      |
| 1976-1977  | Cougars de Victoria      | LHOu         | 60  | 34               | 41               | 75               | 82               | -                | 4                | 4  | 2                    | 6                    | 4                    | -                    |                      |                      |
| 1977-1978  | Cougars de Victoria      | LHOu         | 66  | 48               | 44               | 92               | 256              | -                | 13               | 10 | 7                    | 17                   | 28                   | -                    |                      |                      |
| 1978       | Canada                   | CM Jr.       | 5   | 0                | 2                | 2                | 0                | -                | -                | -  | -                    | -                    | -                    | -                    |                      |                      |
| 1978-1979  | Canucks de Vancouver     | LNH          | 78  | 16               | 19               | 35               | 116              | -7               | 3                | 0  | 2                    | 2                    | 6                    | -                    |                      |                      |
| 1979-1980  | Canucks de Vancouver     | LNH          | 78  | 17               | 25               | 42               | 143              | 7                | 4                | 0  | 0                    | 0                    | 2                    | -                    |                      |                      |
| 1980-1981  | Canucks de Vancouver     | LNH          | 77  | 25               | 24               | 49               | 118              | -19              | 3                | 1  | 0                    | 1                    | 2                    | -                    |                      |                      |
| 1981-1982  | Canucks de Vancouver     | LNH          | 79  | 28               | 39               | 67               | 175              | 2                | 17               | 3  | 7                    | 10                   | 98                   | -                    |                      |                      |
| 1982-1983  | Canucks de Vancouver     | LNH          | 36  | 6                | 7                | 13               | 99               | -7               | -                | -  | -                    | -                    | -                    | -                    |                      |                      |
| 1982-1983  | Black Hawks de Chicago   | LNH          | 38  | 6                | 13               | 19               | 77               | 2                | 13               | 4  | 4                    | 4                    | 8                    | -                    |                      |                      |
| 1983-1984  | Black Hawks de Chicago   | LNH          | 29  | 5                | 12               | 17               | 28               | 9                | 5                | 0  | 0                    | 0                    | 14                   | -                    |                      |                      |
| 1984-1985  | Black Hawks de Chicago   | LNH          | 73  | 25               | 25               | 50               | 109              | 3                | 15               | 6  | 3                    | 9                    | 36                   | -                    |                      |                      |
| 1985-1986  | Black Hawks de Chicago   | LNH          | 61  | 29               | 39               | 68               | 84               | 11               | 3                | 0  | 1                    | 1                    | 12                   | -                    |                      |                      |
| 1986-1987  | Blackhawks de Chicago    | LNH          | 75  | 25               | 25               | 50               | 182              | 5                | 2                | 1  | 1                    | 2                    | 10                   | -                    |                      |                      |
| 1987-1988  | Blackhawks de Chicago    | LNH          | 27  | 4                | 6                | 10               | 57               | -13              | -                | -  | -                    | -                    | -                    | -                    |                      |                      |
| 1987-1988  | North Stars du Minnesota | LNH          | 10  | 1                | 1                | 2                | 20               | -7               | -                | -  | -                    | -                    | -                    | -                    |                      |                      |
| 1987       | États-Unis               | Coupe Canada | 5   | 0                | 1                | 1                | 4                | -                | -                | -  | -                    | -                    | -                    | -                    |                      |                      |
| 1988-1989  | North Stars du Minnesota | LNH          | 35  | 5                | 5                | 10               | 76               | -15              | -                | -  | -                    | -                    | -                    | -                    |                      |                      |
| 1989-1990  | North Stars du Minnesota | LNH          | 8   | 1                | 0                | 1                | 22               | -5               | -                | -  | -                    | -                    | -                    | -                    |                      |                      |
| Totaux LNH | Totaux LNH               | Totaux LNH   | 704 | 193              | 240              | 433              | 1 306            | -34              | 65               | 15 | 18                   | 33                   | 198                  | -                    |                      |                      |
| Totaux WHL | Totaux WHL               | Totaux WHL   | 265 | 142              | 181              | 323              | 610              | -                | 47               | 19 | 20                   | 39                   | 92                   | -                    |                      |                      |

## Honneur et trophée
Championnat du monde junior de hockey sur glace
- Médaille de bronze avec Équipe Canada (1978)

## Transactions en carrière
- 1978, repêché par les Canucks de Vancouver (2e choix de l'équipe, le 22e au total).
- 6 janvier 1983, échangé par les Canucks aux Black Hawks de Chicago en retour de Tony Tanti.
- 4 janvier 1988, échangé par les Blackhawks aux North Stars du Minnesota en retour de Dirk Graham.
- 1989, se retire de la compétition en tant que joueur.
- 1990, nommé assistant-entraîneur des Admirals de Milwaukee de la Ligue Internationale de Hockey.
- 1992, nommé entraîneur des Admirals de Milwaukee.
- 1994, nommé assistant-entraîneur du Crunch de Syracuse de la Ligue américaine de hockey.
- 1995, nommé entraîneur-chef des Solar Bears d'Orlando de la LIH.
- 1999, nommé entraîneur-chef des Thrashers d'Atlanta de la Ligue nationale de hockey.
- 2002-03, congédié après 33 rencontres par Atlanta.
- 2003-04  , nommé assistant-entraîneur des Islanders de New York.
- 2005-06, nommé assistant-entraîneur des Blues de Saint-Louis.
- 2008, nommé entraîneur-chef des Griffins de Grand Rapids de la Ligue américaine de hockey.